# Санта-Роза-ду-Пиауи

Санта-Роза-ду-Пиауи на карте штата.

Санта-Роза-ду-Пиауи (порт. Santa Rosa do Piauí) — муниципалитет в Бразилии, входит в штат Пиауи. Составная часть мезорегиона Юго-восток штата Пиауи. Входит в экономико-статистический микрорегион Пикус. Население составляет 5149 человек на 2010 год. Занимает площадь 340,198 км². Плотность населения — 15,14 чел./км².

## Демография
Согласно сведениям, собранным в ходе переписи 2010 г. Национальным институтом географии и статистики (IBGE), население муниципалитета составляет:
| Полное население                               | Полное население                               | Полное население                               | Полное население                               | 5149  |
| ---------------------------------------------- | ---------------------------------------------- | ---------------------------------------------- | ---------------------------------------------- | ----- |
| в том числе:                                   | Городское население                            | 3655                                           | Процент городского населения, %                | 70,98 |
|                                                | Сельское население                             | 1494                                           | Процент сельского населения, %                 | 29,02 |
|                                                | Мужское население                              | 2582                                           | Процент мужского населения, %                  | 50,15 |
|                                                | Женское население                              | 2567                                           | Процент женского населения, %                  | 49,85 |
| Плотность населения, чел/км²                   | Плотность населения, чел/км²                   | Плотность населения, чел/км²                   | Плотность населения, чел/км²                   | 15,14 |
| Население муниципалитета в % к населению штата | Население муниципалитета в % к населению штата | Население муниципалитета в % к населению штата | Население муниципалитета в % к населению штата | 0,17  |

По данным оценки 2016 года, население муниципалитета составляет 5178 жителей.

## Статистика
- Валовой внутренний продукт на 2003 год составляет 7 441 978,00 реалов (данные: Бразильский институт географии и статистики).
- Валовой внутренний продукт на душу населения на 2003 год составляет 1383,52 реалов (данные: Бразильский институт географии и статистики).
- Индекс развития человеческого потенциала на 2000 год составляет 0,584 (данные: Программа развития ООН).